# 677 Aaltje
677 Aaltje
677 Aaltje là một tiểu hành tinh ở vành đai chính, thuộc nhóm tiểu hành tinh Eos. Nó được August Kopff phát hiện ngày 18.01.1909 ở Heidelberg, và được đặt theo tên nữ ca sĩ Hà Lan Aaltje Noordewier-Reddingius